# نورالدین طالب
نورالدین طالب (عربی: نورالدين طالب؛ زادهٔ ۱۰ ژوئن ۱۹۸۱) ورزشکار هنرهای رزمی ترکیبی اهل فرانسه است. وی از سال ۲۰۰۷ میلادی تاکنون مشغول فعالیت بوده‌است.